# Igualada Hoquei Club
|  | No s'ha de confondre amb Igualada Femení Hoquei Club Patins. |

L'Igualada Hoquei Club és una entitat esportiva d'Igualada, a l'Anoia, fundada el 1950 i dedicada a la pràctica de l'hoquei sobre patins. Durant la dècada de 1990, fou el millor equip del continent europeu. Ha guanyat 6 Copes d'Europa i 5 Lligues espanyoles, entre molts altres títols. Disputa els seus partits com a local al Pavelló Les Comes.

## Història

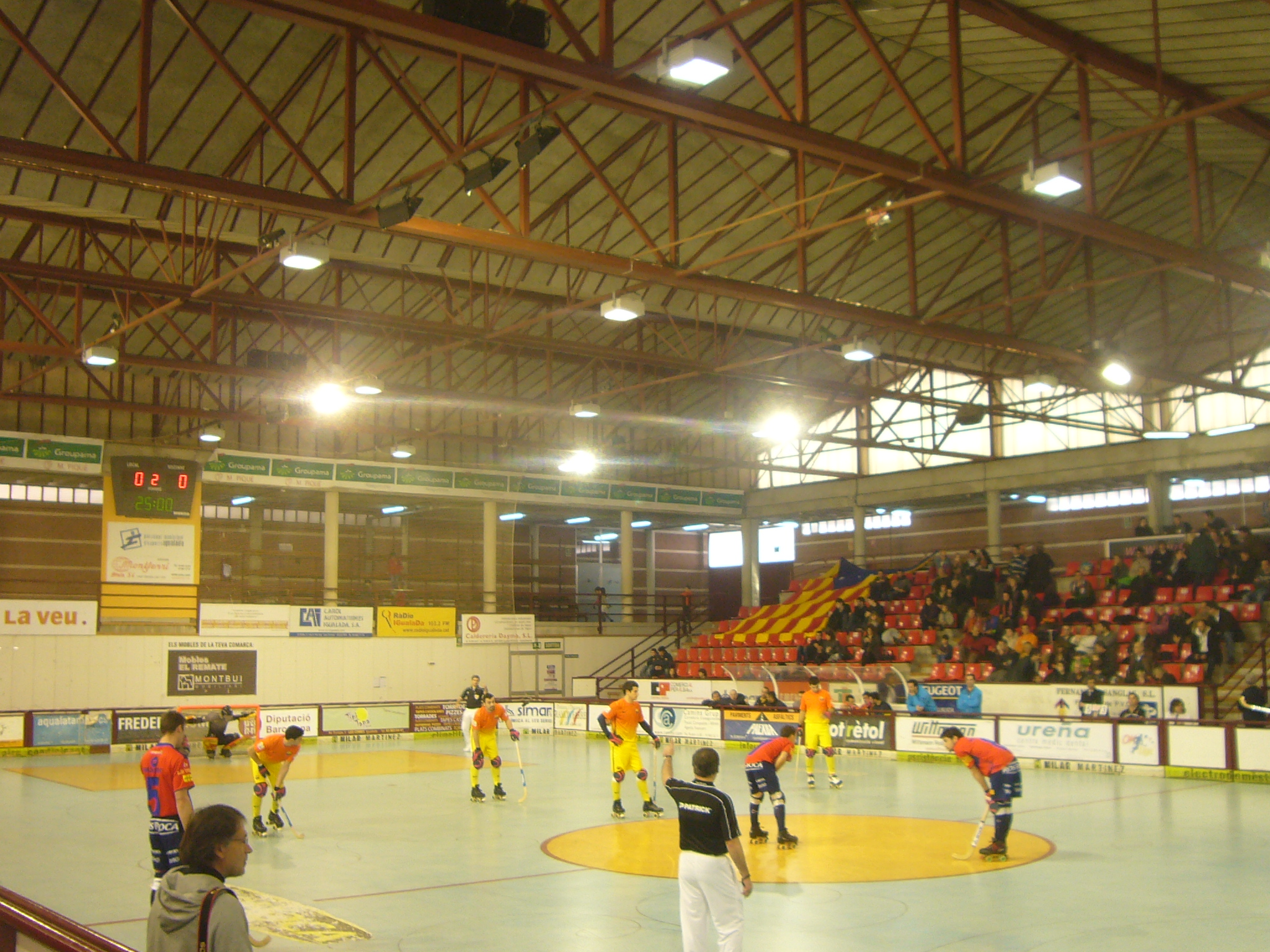
Partit de Copa d'Europa entre l'Igualada Hoquei Club i la Secció d'hoquei patins del Futbol Club Barcelona, a Les Comes.

L'Igualada Hoquei Club va ser fundat el 4 de maig de 1950 i la seva creació va ser el fruit de la notable presència que aquest esport havia assolit a la capital de l'Anoia des que gairebé quatre anys abans hi comencessin a arribar els primers patins i s'iniciés una veritable febre entre el jovent local, que va desembocar en el primer partit, jugat a la pista de ball del Cinema Modern, posteriorment anomenat Astòria, el 20 de novembre de 1949. El naixement de l'Igualada va ser el resultat del cisma que hi va haver entre els pioners de l'hoquei a Igualada, que van quedar dividits entre el Club Patín i l'entitat que hauria d'esdevenir un dels clubs més importants del món d'aquesta modalitat esportiva. Sis mesos després de la fundació, l'Igualada HC va participar en la seva primera competició oficial, el Campionat de Catalunya de Segona Divisió. El primer partit que va jugar l'IHC va ser a la pista de l'Escuela de Trabajo de Reus; es va perdre per 4-3. En canvi, el debut en competició oficial va ser la victòria per 3-1 davant el Club Patín. L'Igualada va acabar el campionat en sisena posició.
La progressió de l'hoquei igualadí havia començat i la ciutat va disposar ràpidament d'una pista més gran, gràcies a l'ampliació de la inicial. El nou escenari ja va acollir un partit de la selecció espanyola, que acabava de guanyar el seu primer mundial. La temporada següent l'IHC va aconseguir el seu primer ascens i es va classificar per a jugar a Segona Divisió Preferent. La ciutat vivia intensament l'esport i se succeïen visites d'equips grans per jugar amistosos. El 18 de maig de 1952 Igualada va viure el seu primer partit internacional, amb la visita del Stuttgarter Rollsportclub alemany, que es va imposar per 3-4 als locals.
La temporada 1954-55 l'Igualada va aconseguir l'ascens a Primera Divisió i es va proclamar vencedor del Campionat d'Espanya de Segona Divisió, el primer gran èxit de l'entitat i que la va fer mereixedora del Pergamí d'Honor de la federació.

### La consolidació
El 7 de novembre de 1959 l'Igualada va inaugurar la pista de l'Estadi del Xipreret, envoltada per un velòdrom, amb capacitat per a 800 espectadors i que va suposar un gran pas endavant per al club i per a l'esport igualadí. La progressió del club continuava creixent i no va tardar a arribar un nou èxit, ja que l'equip es va proclamar subcampió d'Espanya de Primera Divisió a Salt, darrere de l'Espanyol, que es va emportar el triomf final no sense polèmica.
Aquesta època brillant, però, va donar pas a uns anys plens de dificultats, que es van encetar amb el descens a Segona el 1964, tot i que dues temporades més tard es va aconseguir recuperar la categoria; l'Igualada es va convertir en el rei de les promocions, ja que en va jugar cinc en cinc anys consecutius. Malgrat les dificultats, però, l'IHC va ser un dels catorze equips que van tenir el privilegi d'estrenar la Divisió d'Honor de l'hoquei patins espanyol, el 1969.

### Anys difícils
La dècada dels setanta va ser especialment dura per a l'Igualada HC, que la temporada 1972-73 va retornar a Primera Divisió després de perdre una nova promoció. L'equip va patir un nou descens i l'entitat tenia un futur molt negre, que fins i tot amenaçava la seva continuïtat, precisament coincidint amb les seves noces d'argent.
La temporada 1975-76 l'IHC va haver de decidir si es mantenia en una Primera Divisió econòmicament suïcida o si feia un pas enrere i baixava a Segona. La decisió va ser mantenir la categoria, això sí, amb el compromís dels jugadors a jugar sense cobrar. Això no obstant, aquell mateix any la trajectòria esportiva va abocar finalment l'equip al descens. Les coses no van millorar a Segona i la directiva va decidir la desaparició del primer equip, tot i mantenir el treball i les esperances en els juvenils. Després, la temporada 1978-79 l'IHC va tenir l'oportunitat de retornar a Primera Divisió, arran d'una reestructuració. No es va aconseguir muntar un equip amb jugadors sèniors, de manera que l'única possibilitat era sacrificar els juvenils, que encara tenien un any més per arribar a la màxima categoria, però que van acceptar el repte de jugar a Primera tot i la seva joventut i inexperiència. Aquella decisió va ser clau per al futur de l'Igualada HC, que aquell any va finalitzar la lliga en onzena posició.

### L'època prodigiosa
La temporada 1980-81 l'equip va salvar la categoria, tot i la crisi econòmica i social que afectava l'entitat. Però un grup de persones joves, vinculades amb el club a través del seu treball amb els juvenils, va decidir agafar les regnes de l'IHC, i després de dues temporades de transició, l'Igualada va iniciar una nova etapa amb el trasllat a la pista de les Escoles Pies, que va esdevenir el primer pavelló cobert de l'hoquei igualadí. La pista va ser l'escenari, la temporada 1983-84, del retorn de l'IHC a la Divisió d'Honor, després d'un partit final a la pista del Cambrils Hoquei Club.
La temporada 1984-85 es va assolir la permanència i l'any següent va mantenir-se jugant la promoció. La temporada 1987-88, l'Igualada ja jugava a la pista del poliesportiu de les Comes i va aconseguir una tercera posició. La temporada següent l'Igualada es convertia per primer cop en la seva història en el campió de la Divisió d'Honor d'hoquei. Aquell triomf va portar Igualada a l'esclat d'alegria descontrolada més gran que es recorda. Va ser la lliga de l'aeroport del Prat ocupat per igualadins per rebre els campions, de la diligència, dels jugadors mantejant Roc Mestres sota la mirada atenta dels gegants d'Igualada, de tota la ciutat al carrer, del boti-boti a la plaça de l'ajuntament i del Sant Pancràs.
Aquella mateixa temporada, l'IHC va jugar les finals de la Copa del Rei i de la Copa de la CERS.
D'aleshores ençà, l'Igualada HC es consolidà com el millor equip europeu de la dècada de 1990, amb tècnics com Carlos Figueroa, Albert Tarrida i Joan Pont i excepcionals jugadors com Santi Carda, Joan Carles, Carles Folguera, Albert Folguera, David Gabaldón, Ivan Tibau, Jaume Llaverola, Joan Ayats, Ramon Peralta, Pep Benito, Xavi Gimeno, Quim López, Dani Viñas o David Busquets.
Tot i que després de la primera lliga, les limitacions econòmiques de l'entitat l'obligaren a lluitar en condicions desiguals amb equips molt més potents i farcits de grans jugadors -com el Liceo de La Coruña primer i el FC Barcelona, després-, l'IHC ha aconseguit un palmarès realment excepcional, que inclou sis Copes d'Europa, cinc Supercopes d'Europa, cinc Lligues espanyoles, 2 Copes del Rei, 1 Supercopa d'Espanya i 5 Lligues catalanes.
Entre les dates més destacades d'aquesta història recent destaquen les del 24 de febrer de 1992, quan va guanyar a les Comes la segona lliga espanyola; el 5 de juny de 1993, en què es va proclamar per primera vegada campió d'Europa, a la pista del Benfica; la temporada 1993-94, en què l'equip va aconseguir cinc títols; la doble exhibició protagonitzada en la fase fina de la Copa d'Europa de la temporada 97-98, quan va superar el Barça i l'Amatori Vercelli per un doble 8 a 1, o la fase final de la mateixa competició que va acollir la pista de les Comes el maig de 1999, que va suposar la sisena Copa d'Europa de l'entitat, amb el valor afegit d'haver-la guanyada davant el seu públic en una vibrant final disputada amb el Porto i que es va haver de decidir a la tanda de penals.

### El segle XXI
En 2016 el club va fitxar per primer cop un jugador estranger, l'argentí Emanuel García. L'assemblea de socis l'octubre de 2017 no va aprovar el pressupost amb dèficit, i va buscar el patrocini privat, que es va formalitzar en 2018 amb el patrocini d'Aigua de Rigat.
El 14 d'abril de 2024 va guanyar la Copa de la WSE contra el Follonica al Pavelló Les Comes, 25 anys després de la copa d'Europa guanyada contra el Porto. L'any següent, revalidaria de nou el títol europeu, de nou a Les Comes, aquest cop enfront del SC Tomar.

## Plantilla

### Plantilla Actual
- Roger Bars (C)
- Cesar Vives (Tety)
- Marc Carol
- Marc Rouzé
- Guillem Llorens
- Biel Llanes
- Eduard Fernández
- Joan Ruano
- Aleix Borràs
- Miguel Cañadillas
- Alex Cardil
- Joel Roma
- Guillem Torrents (P)
- Jaume Arnau Marquès (Xumet) (P)
- Ferran Busquets (P)

## Palmarès

### Categoria masculina
- 6 Copes d'Europa (1992-93, 1993-94, 1994-95, 1995-96, 1997-98 i 1998-99)
- 2 Copes de la WSE (2023-2024, 2024-2025)
- 5 Supercopes d'Europa / Copes Continentals (1992-93, 1993-94, 1994-95, 1997-98 i 1998-99)
- 4 Lligues Catalanes (1991-92, 1992-93, 1993-94 i 1998-99
- 1 Campionat 1a. Divisió (1983-84)
- 5 OK Lligues / Lligues espanyoles (1988-89, 1991-92, 1993-94, 1994-95 i 1996-97)
- 2 Copes del Rei / Copes espanyoles (1992 i 1993)
- 1 Supercopa espanyola (1993-94)

## Temporades

### 2015-16
- Ok Lliga: 8ns. Plaça per la pròxima Copa de la CERS
- Copa del Rei: Eliminats als quarts de final pel que fou el campió, l'FC Barcelona.
- Lliga catalana: Segons al grup B. Classificats per la final a quatre en qualitat de millor segon. Eliminats en semifinals pel FC Barcelona després de perdre per 2 a 1.
- Campionat d'Espanya Juvenil: El Juvenil A es va proclamar campió d'espanya després de superar el Vendrell a la final per 3 a 2.

### 2014-15
- Copa de la CERS: Eliminat a semifinals per l'Sporting (la semifinal i la final es van jugar a Igualada)
- Ok Lliga: 10è

### 2013-14
- Copa CERS: Eliminat a semifinals pel Breganze a la tanda de penals.
- Ok Lliga: 6è, classificat per la Cers
- Copa del Rei: No classificat

### 2012-2013
- Copa d'Europa: Eliminat a quarts de final contra el Valdagno
- Ok Lliga: 7è, classificat per la Cers
- Copa del Rei: Eliminats a quarts per 7-1 contra el Barça

### 2011-2012
- Copa Cers: Eliminats a quarts contra el Bassano per 2-3 a Itàlia i 2-3 a Igualada
- Ok Lliga: 4ts a la fase regular. Classificats per la Lliga Europea

### 2008-2009
- Copa d'Europa: Eliminat a la fase regular quedant tercer del grup B.
- OK Lliga / Lliga espanyola: Eliminat a quarts de final per 2 partits a 0 contra Coinasa Liceo. 6è a la fase regular.
- Copa del Rei / Copa espanyola: Eliminat a quarts de final per 6 a 3 contra el Coinasa Liceo.

### 2007-2008
Aquesta temporada va tenir com a millors resultats arribar a dos quarts de final, a l'OK Lliga perdent amb el Barcelona després d'haver quedat en vuitena posició de la lliga regular, i a la Copa —que va acollir el mateix Igualada— perdent amb el Club Patí Vic.
A la Copa d'Europa van quedar tercers del seu grup i no es van classificar per a jugar la Final a 4.

## Jugadors Destacats
- Antoni Baliu i Piqué[15]
- David Busquets i de la Vega[15]
- Guillem Cabestany i Vives[15]
- David Cáceres i Calvera[15]
- Santi Carda i Torner[15]
- Joan Carles i Colàs[15]
- Eduard Fernàndez i Brunet[15]
- Albert Folguera i Felip[15]
- Carles Folguera i Felip[15]
- David Gabaldón i Calzada[15]
- Jordi Guillén i Montano[15]
- Jaume Llaverola i Vidal[15]
- Sergi Montferri i Pérez[15]
- Eduard Polan i Bosch[15]